# أومبرتو أوربانو
أومبرتو أوربانو (بالإيطالية: Umberto Urbano)‏ هو مغني ومغني أوبرا إيطالي، ولد في 16 أكتوبر 1885، وتوفي في 16 يونيو 1969.